# Branford
Branford è un comune di 28 026 abitanti degli Stati Uniti d'America, situato nella Contea di New Haven nello Stato del Connecticut.